# Könspelare

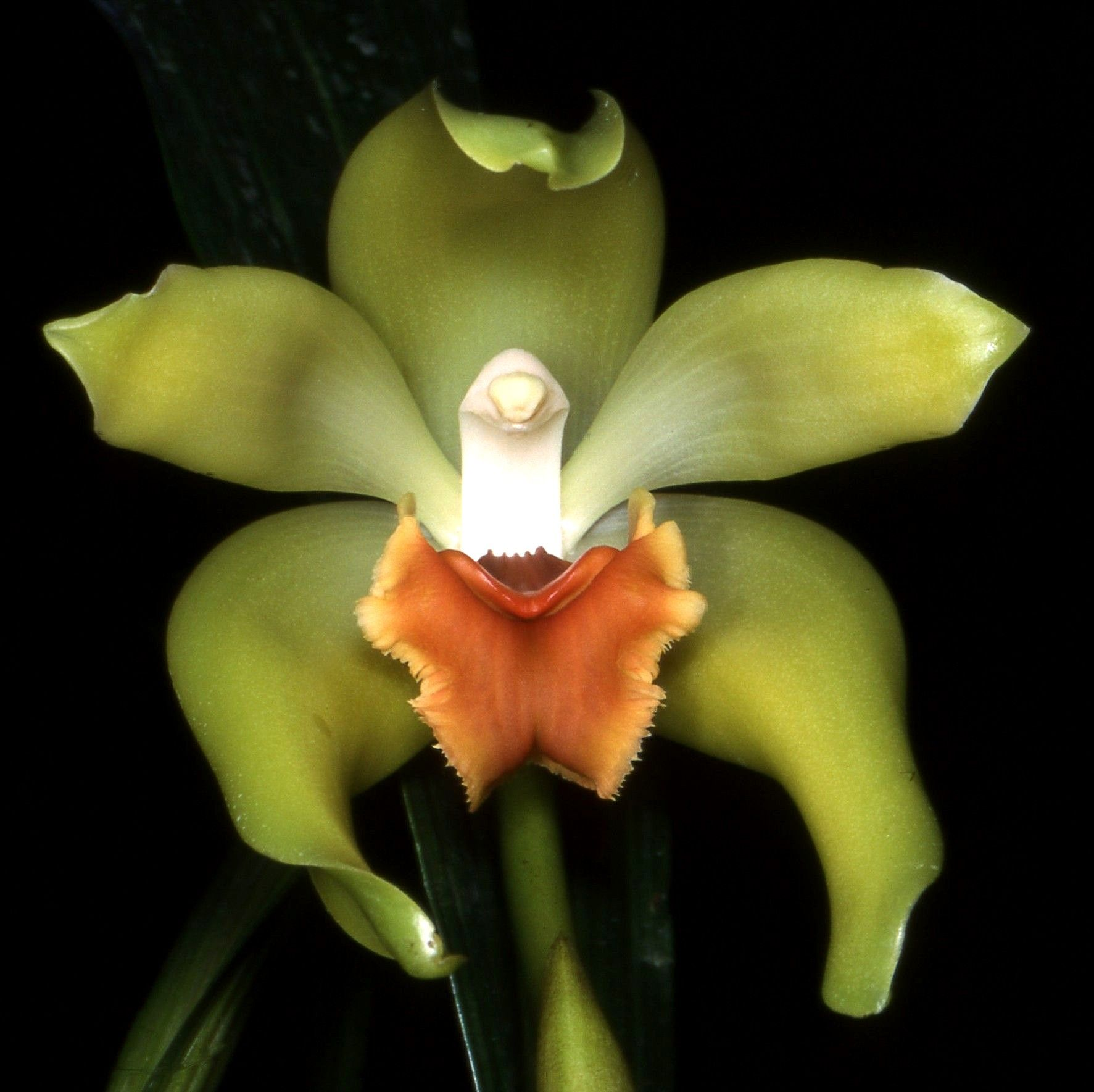
Orkide (Ida cinnabarina) med vit könspelare.

Könspelare eller gynostemium är ett organ hos orkidéer. Hos de flesta orkidéer är den enda fertila ståndaren sammanvuxen med pistillen till ett organ som kallas könspelare, som ofta är utdragen och pelarformig. En del orkidé-arter har dock två eller tre ståndare. I könspelaren finns förutom pistillen och pistillens märke även orkidéns pollen. Det sitter samlat i geleklumpar benämnda pollinier.